# Lostant
Lostant est un village du comté de LaSalle dans l'Illinois, aux États-Unis,. Situé au sud du comté, il est incorporé le 16 novembre 1874.

## Démographie
Lors du recensement de 2010, le village comptait une population de 498 habitants. Elle est estimée, en 2016, à 480 habitants.

### Source de la traduction
- (en) Cet article est partiellement ou en totalité issu de l’article de Wikipédia en anglais intitulé « Lostant, Illinois » (voir la liste des auteurs).